# 綾瀬スポーツ公園
綾瀬スポーツ公園（あやせスポーツこうえん）は、神奈川県綾瀬市本蓼川にある都市公園（運動公園）。旧本蓼川スポーツ施設を再整備して完成した公園である。
なお、綾瀬市民スポーツセンター陸上競技場などがある綾瀬市民スポーツセンター（命名権によりIIMURO GLASS 綾瀬市民スポーツセンター）は綾瀬市深谷上にある異なる施設である。

## 概要
この公園は米海軍厚木基地の南側の国有地に整備されている。防衛施設周辺の生活環境の整備等に関する法律第5条第2項に基づき国（防衛省）が取得した防衛省所管行政財産で、飛行場周辺に整備された緩衝地帯のいわゆる周辺財産にあたる（2008年3月使用許可開始）。
ここに設置されていた旧本蓼川スポーツ施設（本蓼川第1野球場、ソフトボール場、第1多目的広場など）を再整備し、2011年（平成23年）4月1日に開園した。計画時の名称は、稲荷山運動公園であったが、公募の結果、綾瀬スポーツ公園という現在の名称となった。2015年（平成27年）3月に全面開園した。
施設利用は有料で、事前登録が必要。利用は原則団体利用のみであるが、テニスコートの使用は個人利用も可能である。
なお、隣接して大和市の「大和ゆとりの森」（2007年開園）があり、同公園も防衛施設周辺の生活環境の整備等に関する法律第5条第2項に基づき国（防衛省）が取得した防衛省所管行政財産で周辺財産にあたる。両公園の境（市境）には2014～15年度に大和市がフェンスや植栽を設置し、開口部にも車止めの杭などを設置していたが、2023年（令和5年）8月に撤去されることになった。

## 施設
- 多目的広場 - 全面：ロングパイル人工芝。サッカーフィールド（105×68m）2面。
- 第1野球場（2013年（平成25年）3月完成） - 主に硬式野球用。全面 : 人工芝(ベース周りは土)。両翼98m、センター122m
スコアボード : 電光掲示板
- 第2野球場 - 主に軟式野球用。内野：混合土、外野：天然芝。両翼92m、センター116m。
- ソフトボール場 - 全面：ロングパイル人工芝（一部混合土）。両翼69m、センター69m。
- テニスコート - 全面：砂入り人工芝。6面。
- レストハウス（2012年（平成24年）3月完成）
- トイレ5箇所（多目的広場西、テニスコート東・西、レストハウス内、第1野球場本部席前）
- テニスコート脇に小規模な遊具施設有

## 沿革
- 2011年（平成23年）4月1日 旧本蓼川スポーツ施設を再整備して開園
- 2015年（平成27年）3月 全面開園
- 2019年（平成31年）1月3日 駐車場を有料化

## 所在地
- 神奈川県綾瀬市本蓼川345番地

## 交通アクセス
- 桜ヶ丘駅西口より長後駅西口行きバス約10分『本蓼川』下車徒歩3分
- 長後駅西口より桜ヶ丘駅西口行きバス約15分『本蓼川』下車徒歩3分